# 紀元前77年
紀元前77年（きげんぜん77ねん）は、ローマ暦の年である。

## 他の紀年法
- 干支 : 甲辰
- 日本
  - 崇神天皇21年
  - 皇紀584年
- 中国
  - 前漢 : 元鳳4年
- 朝鮮
  - 檀紀2257年
- 仏滅紀元 : 467年
- ユダヤ暦 : 3684年 - 3685年

## できごと

### ローマ
- マルクス・アエミリウス・レピドゥスがクィントゥス・ルタティウス・カトゥルスに敗れ、反乱軍の残党はグナエウス・ポンペイウスによってエトルリアから追放された。
- グナエウス・ポンペイウスはスペインまで行軍し、クィントゥス・カエキリウス・メテッルス・ピウスの軍に加わってクイントゥス・セルトリウスの反乱を支援したが、上手くいかなかった。
- ティグラナケルトの街が建設された。

## 誕生
- 劉向：山海経、列女伝の編者（紀元前6年没）

## 死去
- Duttagamani：スリランカ王